# 바브라크 카르말
바브라크 카르말(다리어·파슈토어: ببرک کارمل, 1929년 1월 6일 ~ 1996년 12월 3일)은 아프가니스탄의 정치가이자 아프가니스탄 제3대 혁명평의회 의장이다.
카불 대학에서 법률 공부를 하다가 마르크스주의자가 되어 학생 운동에 투신했다가 5년 간 투옥당했다. 이후 1964년 공산당을 창당해 1965년 ~ 1972년까지 하원의원을 역임했다.
1973년 모하마드 다우드 칸의 의한 쿠데타로 아프가니스탄 왕국이 전복당하고 탈소련 정책을 펴자 공산주의자던 카르말은 1978년 다시 쿠데타를 일으켜 다우드를 암살하고 아프가니스탄 민주공화국을 수립하였다.
대통령의 자리는 누르 무하마드 타라키에게 양보하고 부의장 겸 부총리가 되었으나 2개월 만에 타라키에게 해임당했다. 이에 귀국하지 않고 소련의 보호로 체코슬로바키아에 있다가 1979년 12월 소련에 의한 쿠데타로 하피줄라 아민이 암살당하면서 제4대 대통령으로 취임했다.
하지만 총리직은 1981년 6월 양보하였고 대통령직도 1986년 하지 무하마드 참카니에게 양보하였다.